# Kerspel Goor

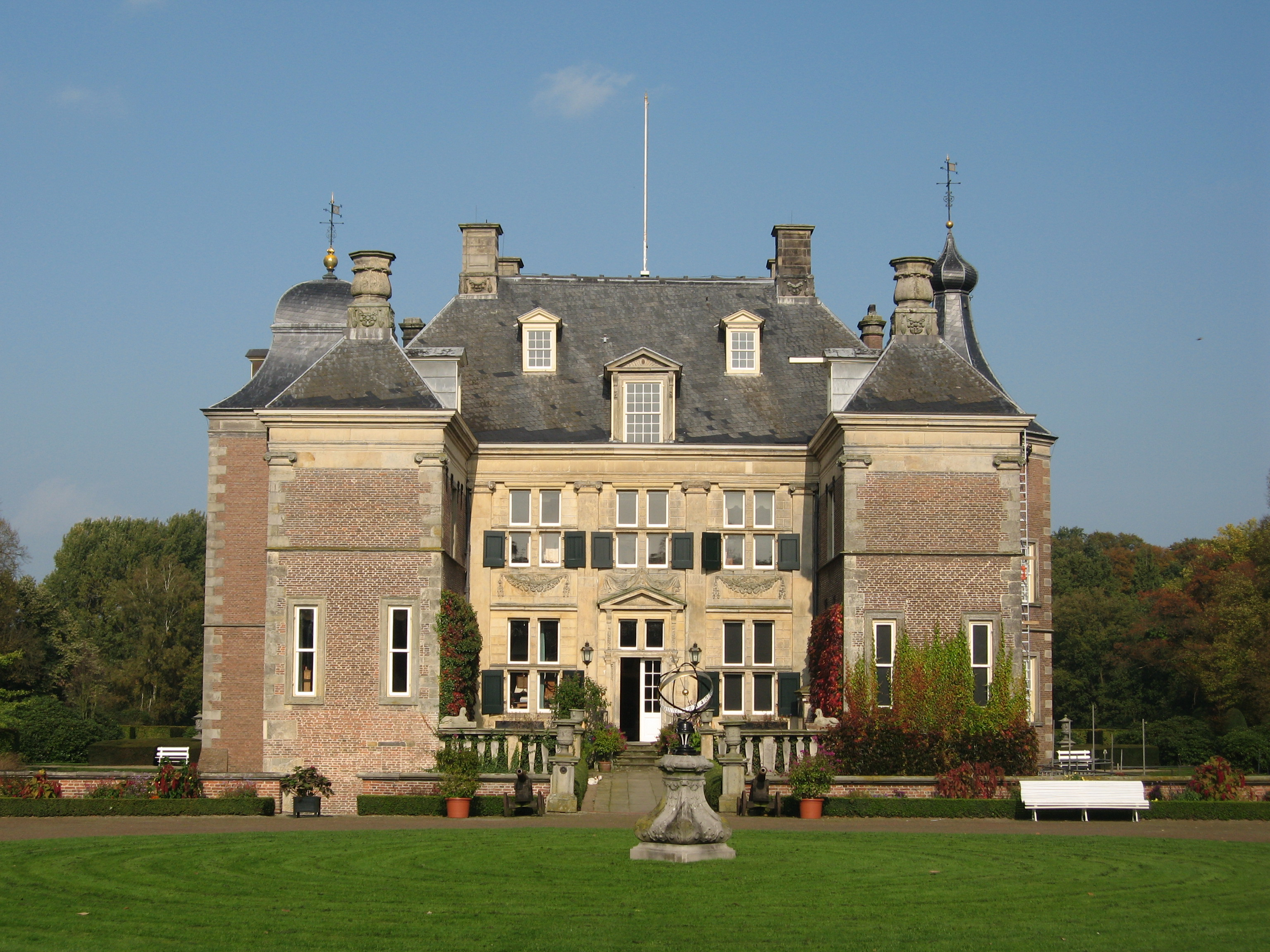
Havezate Weldam

Kerspel Goor (Nedersaksisch/Twents: Karspel) is een buurtschap in de gemeente Hof van Twente, provincie Overijssel (Nederland). Tot 1 januari 2001 maakte het deel uit van de gemeente Markelo die toen opging in Hof van Twente.
Kerspel Goor ligt aan weerszijden van de provinciale weg Goor-Haaksbergen. Geografisch gezien is Kerspel Goor van oudsher meer verbonden met Goor dan met Markelo. De naam Kerspel Goor betekent ook "behorend tot de parochie Goor".
Hoewel, net als in de rest van de voormalige gemeente Markelo, de meerderheid van de bewoners van protestanten huize is bevindt zich in Kerspel Goor een aanzienlijke rooms-katholieke minderheid. Deze behoort tot de parochies Goor of Hengevelde.

## Havezaten
Kerspel Goor kende een groot aantal havezaten. Twee daarvan vormen nog steeds een landgoed, namelijk Weldam en Wegdam. Een groot deel van de boerderijen in Kerspel Goor behoort tot het landgoed Weldam en is te herkennen aan de luiken in de kleuren zwart-geel-wit. Vroeger lagen in kerspel Goor ook de havezaten Olidam en Kevelham. Heeckeren dat oorspronkelijk in Kerspel Goor lag, ligt tegenwoordig binnen de bebouwde kom van Goor.